# Absam
Absam é um município da Áustria, situado no distrito de Innsbruck-Land, no estado do Tirol. Tem 51,88 km² de área e sua população em 2019 foi estimada em 7.285 habitantes.